# Langlebige Kiefer
Die Langlebige Kiefer (Pinus longaeva), auch Langlebige Grannen-Kiefer oder Westliche Grannen-Kiefer genannt, ist eine Pflanzenart aus der Gattung der Kiefern (Pinus) innerhalb der Familie der Kieferngewächse (Pinaceae). Bis etwa 1970 wurde sie als eine lokale Varietät der Grannen-Kiefer (Pinus aristata) angesehen und wurde dann als eigene Art Pinus longaeva abgetrennt. Im Patriarch Grove in den White Mountains in Kalifornien stehen 17 Exemplare der Langlebigen Kiefer, die über 4000 Jahre alt sind. Eines davon, dessen Alter durch Auszählung der Jahresringe in einem kleinen Bohrkern bestimmt wurde, ist rund 4850 Jahre alt und trägt den Namen  „Methuselah“.

## Beschreibung und Ökologie

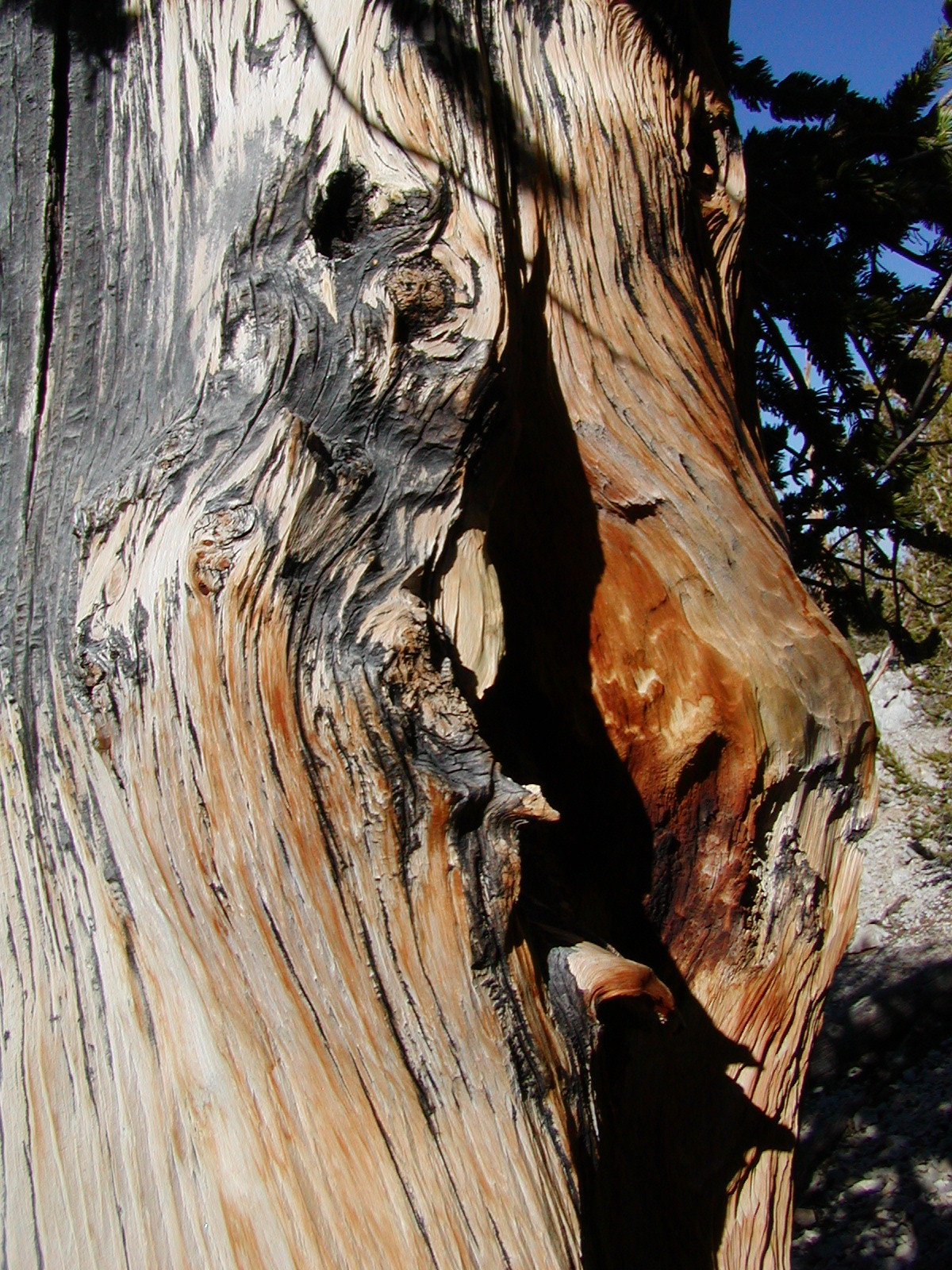
Stamm

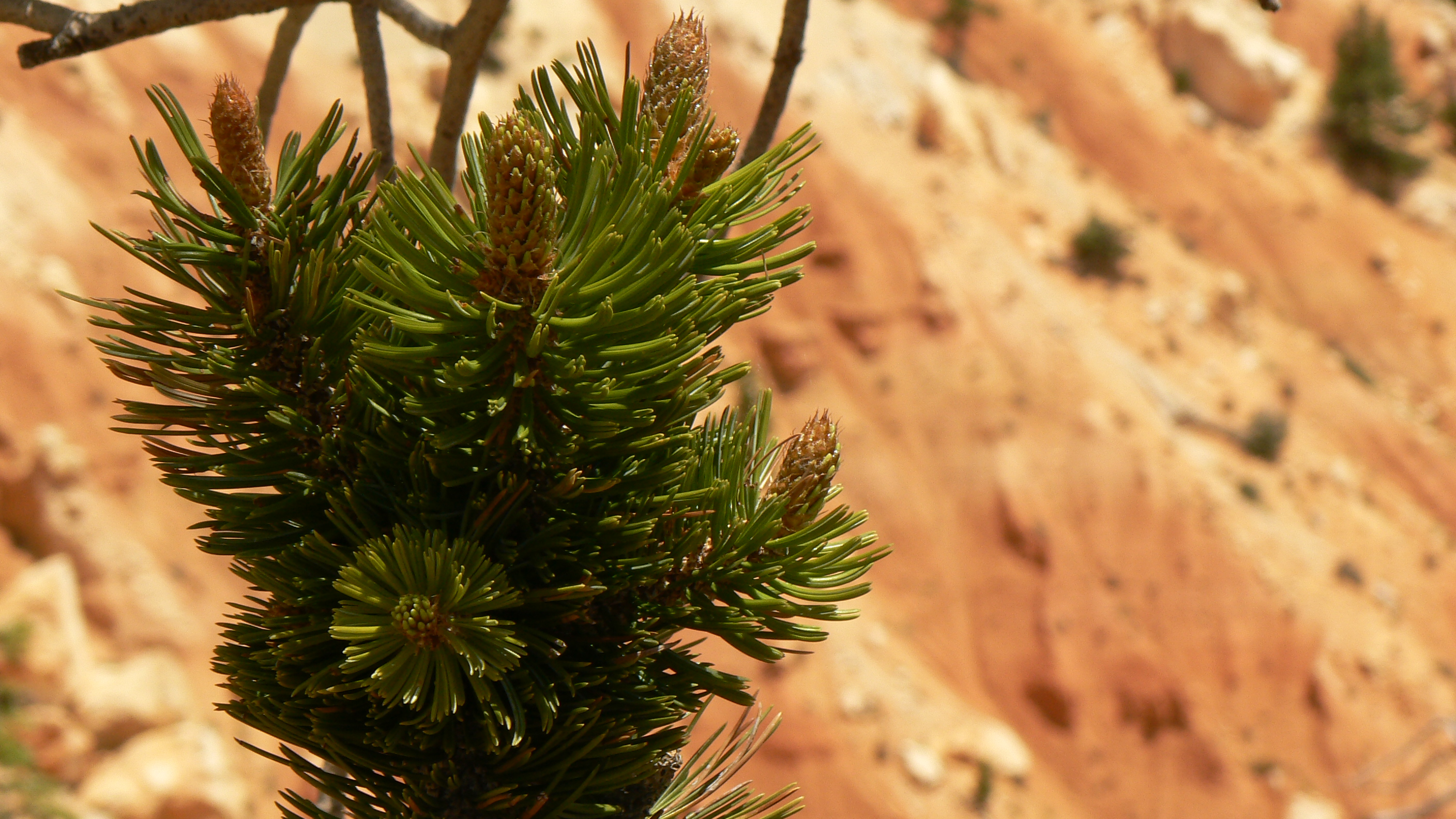
Zweig mit Nadeln

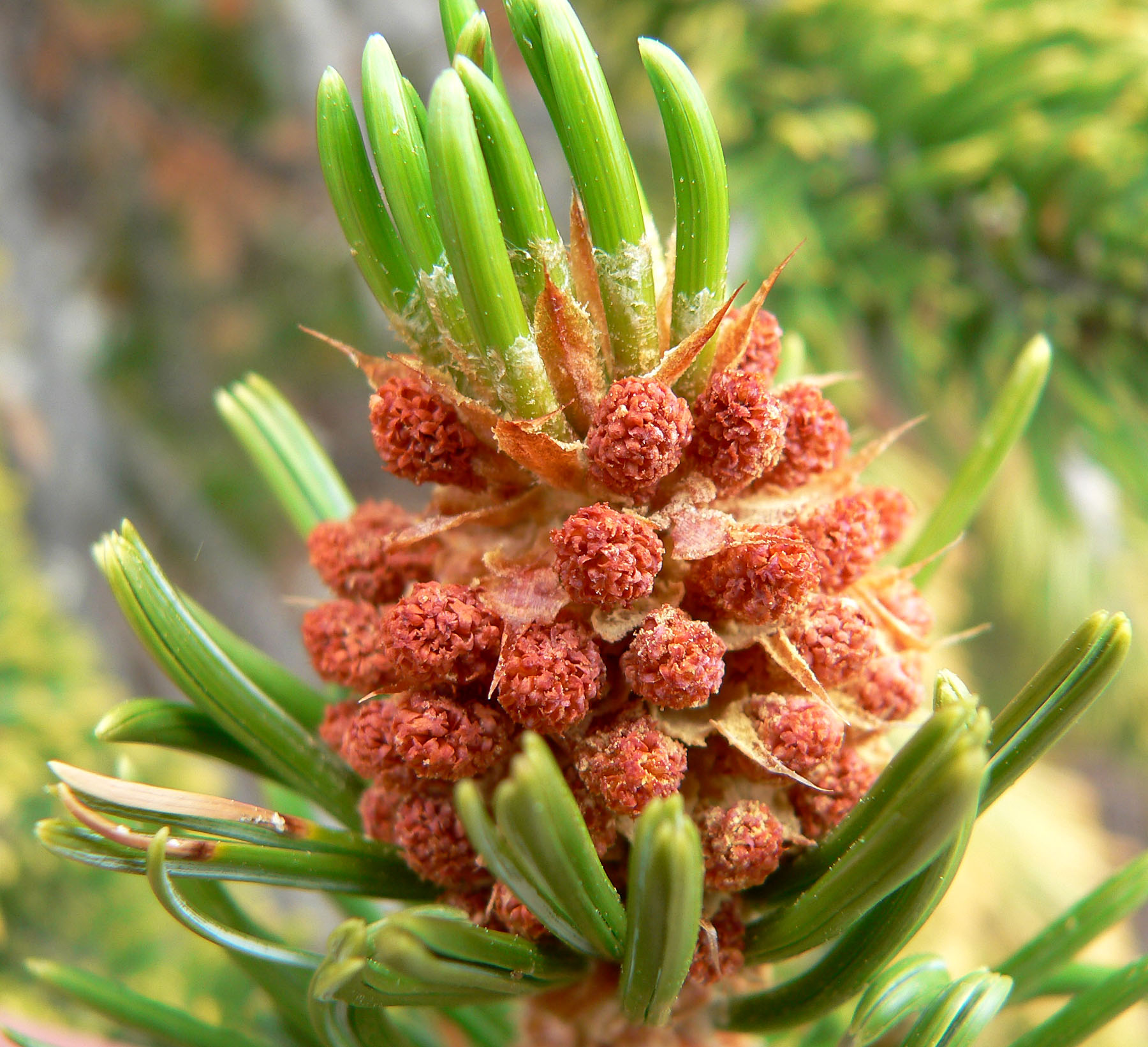
Männliche Blütenzapfen

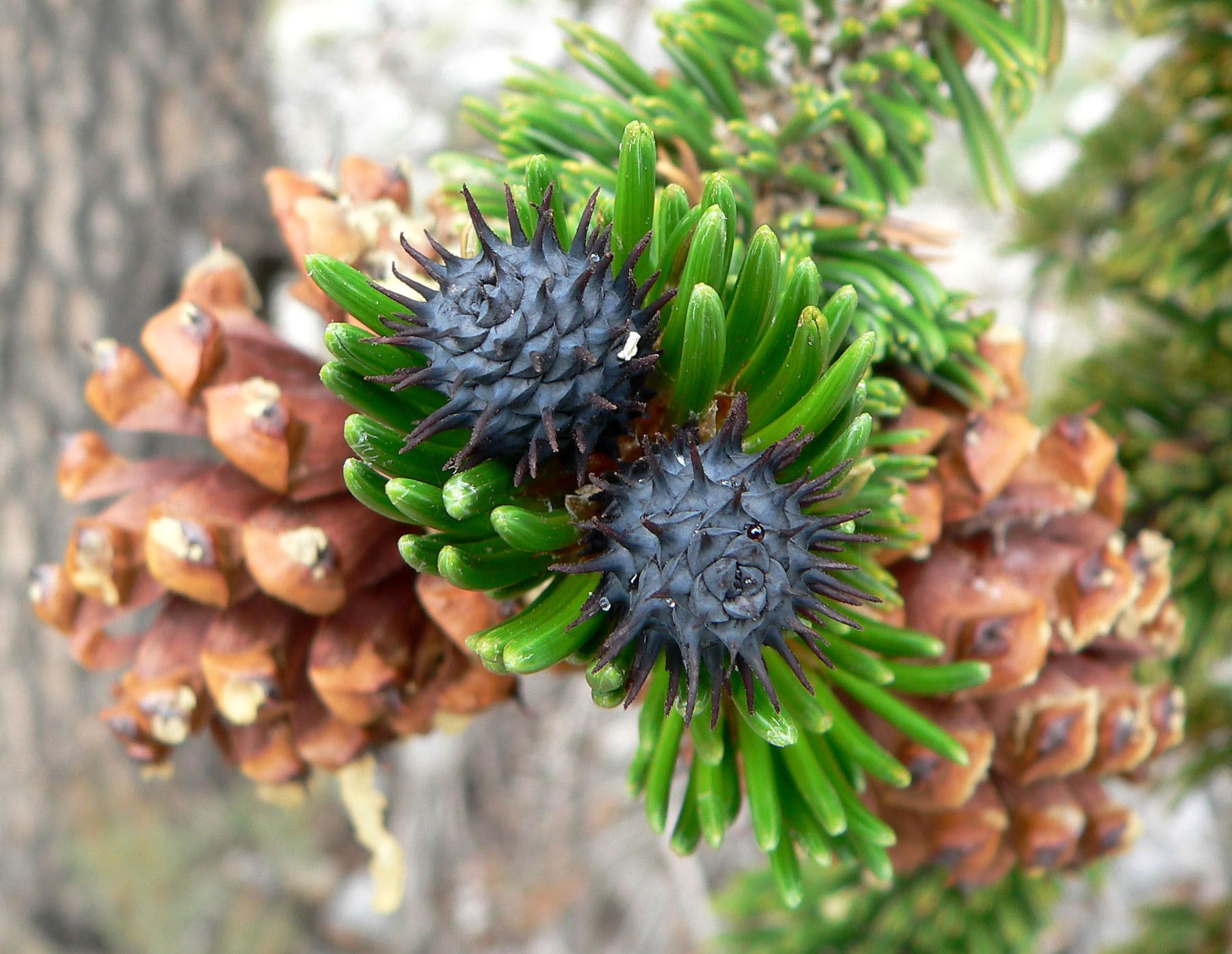
Weibliche Blütenzapfen

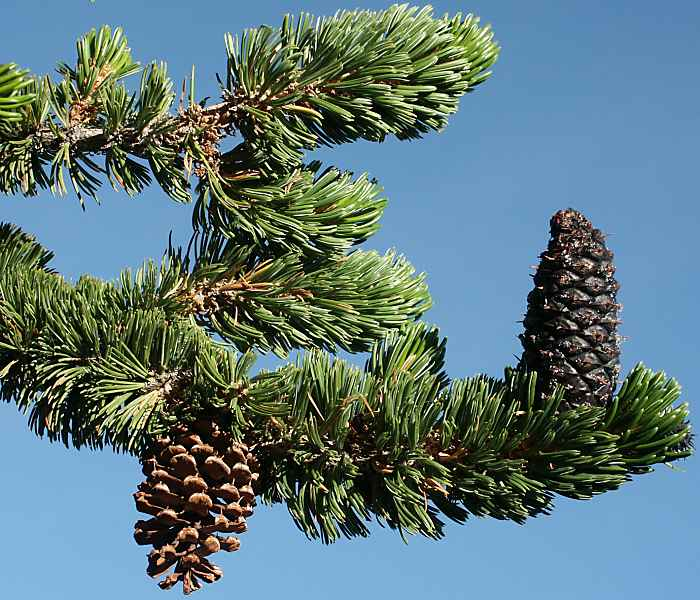
Zweig mit reifen (links) und unreifen (rechts) Zapfen

### Erscheinungsbild
Die Langlebige Kiefer ist ein immergrüner Baum, der Wuchshöhen von 5 bis 20 Meter und Brusthöhendurchmesser von bis zu 1,5 Meter, in Ausnahmefällen bis 3,5 Meter, erreicht. Die Stammform und Wuchshöhe hängen stark vom jeweiligen Standort ab. Diese Art behält auch nahe der Baumgrenze eine aufrechte Wuchsform bei. Junge Baumexemplare wachsen gerade und besitzen kurze, schlanke Äste. Altbäume, die Wind oder starker Trockenheit ausgesetzt sind, stellen meist bei 5 bis 10 Meter das Höhenwachstum ein und wachsen fast nur noch im Umfang. Extreme Brusthöhendurchmesser werden wahrscheinlich durch das Zusammenwachsen mehrerer Stämme erreicht. Als arttypisch gelten die herabhängenden, gebogenen und in verschiedene Richtungen weisenden Äste. Langtriebe werden zwischen 0,8 und 7,2 Zentimeter lang. Viele Seitentriebe entstehen aus dem Terminalknospen der Kurztriebe.

### Borke
Die grau bis rötlichbraune Borke variiert sowohl in der Färbung als auch in der Struktur stark. Die Borke bedeckt vor allem an Extremstandorten nur einen Bruchteil des Stammes. Es wird dadurch nur ein Teil der Krone regelmäßig versorgt und ist damit grün.

### Holz
Das rötlich getönte Holz ist harzreich und relativ hart. Gelegentlich treten Harzkanäle in den Holzstrahlen auf. Die Jahresringe sind gut zu erkennen. Das Holz lässt sich weder anatomisch noch im Erscheinungsbild von dem der Grannen-Kiefer (Pinus aristata) oder dem der Fuchsschwanz-Kiefer (Pinus balfouriana) unterscheiden.

### Nadeln
Die 2 bis 4 Zentimeter langen Nadeln stehen zu fünft, selten zu viert, dicht zusammen an Kurztrieben und liegen dem Zweig eng an.  Sie sind glänzend dunkelgrün gefärbt, relativ steif und besitzen eine stumpfe Spitze. Auf der Nadelunterseite befinden sich mehrere Spaltöffnungsreihen. Es werden selten farblose Harztropfen mit glatter Oberfläche gebildet. Die Nadeln verbleiben zwischen 25 und 30, in Extremfällen bis zu 38 Jahre am Baum. Mögliche Ursache für so ein hohes Nadelalter ist die jährliche Erneuerung des Phloems der Nadelbündel oder die Mächtigkeit der Cuticulawachsschicht, die nicht mit dem Nadelalter abnimmt, sondern immer zwischen 5 und 9 Mikrometer dick ist.

### Blüten, Zapfen und Samen
Die rötlichen, 10 bis 12 Millimeter langen, aufrecht stehenden, männlichen Blütenzapfen stäuben von Juli bis Anfang August. Die ebenfalls aufrechst stehenden weiblichen Blütenzapfen sind blau. Die anfangs tief purpurroten, spindelförmigen Zapfen sind 5,5 bis 8,5 Zentimeter lang und an ihrer Basis am breitesten. Ein geringer Teil der Population bildet grüne Zapfen aus. Die Zapfenschuppen sind stark verharzt und besitzen einen Nabel, der in einer 4 bis 6 Millimeter langen, grannenartigen Verlängerung ausläuft. An der Zapfenbasis sind diese Verlängerungen kürzer oder fehlen ganz. Selbst 3.000 Jahre alte Bäume bilden noch Zapfen aus.
Die blass braunen, ein wenig marmorierten, 6 bis 8 Millimeter langen Samen reifen Ende September/Anfang Oktober und sind geflügelt. Der Flügel ist nur schwer vom Samenkörper zu trennen. Die eigentlich auf Windausbreitung (Anemochorie) ausgelegten Samen der Langlebigen Kiefer werden vor allem an windexponierten Hochlagen vom Kiefernhäher (Nucifraga columbiana) ausgebreitet.

## Ähnliche Arten
- Die ansonsten sehr ähnliche Grannen-Kiefer (Pinus aristata) ist durch ihre charakteristischen weißen Harzflöckchen an Nadeln und Zapfen nicht zu verwechseln.
- Die Fuchsschwanz-Kiefer (Pinus balfouriana) hat praktisch keine Grannenfortsätze an den Zapfenschuppen.

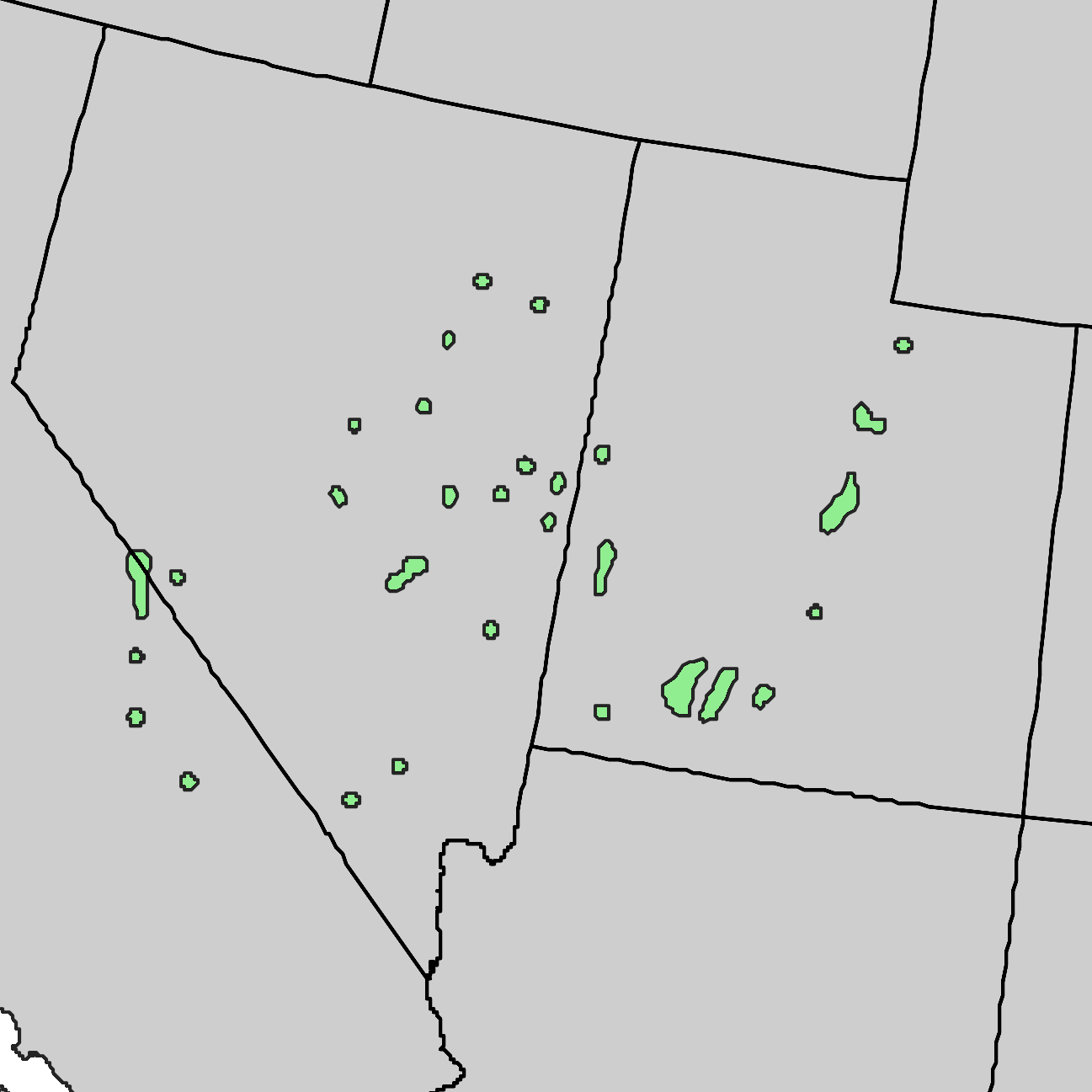
Verbreitungsgebiet in Nevada (links der Mitte), Utah (rechts) und Kalifornien (unten links)

## Verbreitung und Standort
Die Langlebige Kiefer kommt in verschiedenen, voneinander isolierten Beständen in Kalifornien, Nevada und Utah vor und wächst dort in den Gebirgsregionen. Das Verbreitungsgebiet reicht nach Westen bis zu den White Mountains im östlichen Kalifornien, nach Nordosten bis zum Sowers Canyon in Utah, nach Osten bis ins White Pine County und nach Süden bis zum Clark County in Nevada. Weltberühmt ist das Vorkommen in den White Mountains, da dort mehrere über 4000 Jahre alte Exemplare stehen.
Die Langlebige Kiefer ist eine Lichtbaumart, die in Höhenlagen von 2200 bis 3700 Metern vorkommt und dort häufig die Waldgrenze bildet. Sie wächst meist auf Graten und Steilhängen und ist völlig winterhart. Die Langlebige Kiefer reagiert empfindlich auf Seitendruck und Beschattung. Die Jahresniederschläge betragen im Mittel 300 mm. In den wärmsten Monaten der sehr kurzen Vegetationszeit liegt das Monatsmittel kaum über 10 °C. Es werden vor allem Kalkstein- und Dolomit-Verwitterungsböden sowie Granit, Quarzit und Sandstein besiedelt. Am natürlichen Standort treten häufig Winterstürme auf.
Die Langlebige Kiefer bildet an der Waldgrenze lichte Reinbestände. Auf den nährstoffreicheren und besser mit Wasser versorgten Böden am unteren Ende ihrer Höhenverbreitung kommt sie gemeinsam mit der Nevada-Zirbelkiefer (Pinus flexilis) vor. Sie erreicht nur auf flachgründigen, nährstoffarmen, sehr trockenen und stark windexponierten Lagen fast ohne Bodenbewuchs und Konkurrenzbaumarten ein extrem hohes Alter. In diesen Höhenlagen wird diese Art auch von keinerlei Schädlingen befallen.

## Ökologie
Der Kiefernhäher (Nucifraga columbiana) sammelt die Samen und vergräbt sie in etwa 30 Zentimeter tiefen Löchern. Nur durch das Vergraben können die Samen an windexponierten Standorten keimen, da Samen, die an der Oberfläche liegen, austrocknen oder verweht werden. Keimlinge aus solchen Ansammlungen bilden häufig bis zu elf Stämme zählende Gruppen. Dabei wachsen die Keimlinge so dicht, dass spätere Stammfusionen unvermeidlich sind.

## Systematik
Die Art Pinus longaeva wurde 1971 von Dana K. Bailey von der Grannen-Kiefer (Pinus aristata) aufgrund von nadel- und zapfenmorphologischen sowie chemotaxischen Unterschieden ausgegliedert. Sie publizierte diese Ergebnisse 1971 in den Annals of the Missouri Botanical Garden, Band 57, Seite 243. Ein Synonym von Pinus longaeva D.K.Bailey ist Pinus aristata var. longaeva (D.K.Bailey) Little.

## Nutzung
Die Langlebige Kiefer hat keinerlei wirtschaftliche Bedeutung. Da sie in der Lage ist, stark exponierte Extremstandorte zu besiedeln und dort die Waldgrenze zu bilden, ist sie von großer ökologischer Bedeutung.
1964 ließ der Geografiestudent Donald Rusk Currey in Nevada ein Exemplar (mit 4950 Jahresringen, wie sich dann herausstellte) fällen, dessen Überreste nun als Standard für die dendrochronologischen Jahresringtabellen dienen. Diese sind auch eine wesentliche Kalibrierungshilfe für die Radiokohlenstoffmethode. Das in Nevada gefällte Exemplar trägt den Namen „Prometheus“. Auf den Untersuchungen dieser Baumart basiert die Bristlecone-Pines-Chronologie.